# Psittirostre à gros bec
Chloridops kona
Genre
Espèce
Statut de conservation UICN

 EX  : Éteint
Le Psittirostre à gros bec (Chloridops kona) est une espèce disparue de passereaux endémique d'Hawaï. 
Décrit en 1888 par l'ornithologue Scott Barchard Wilson, le Psittirostre à gros bec était un oiseau vert olive au bec fort et musclé, répandu à l'ouest d'Hawaï, aux alentours de Kona. Il se nourrissait principalement de germes de Myoporum sandwicense qu'il atteignait en cassant les graines. 

## Taxonomie
Le Psittirostre à gros bec est l'unique espèce du genre Chloridops d'après la classification de référence du Congrès ornithologique international (version 15.1, 2025). Ce genre est créé par l'ornithologue Scott Barchard Wilson qui décrit l'espèce en 1888, d'après un spécimen femelle qu'il prélève le 21 juin 1887 à environ 1 500 m d'altitude aux environs de Kona, sur la côte ouest d'Hawaï. C'est l'unique spécimen prélevé par Wilson. Theodore Sherman Palmer en prélève de nombreux spécimens en septembre 1891, puis Robert Cyril Layton Perkins en 1892 et en 1894.
Chloridops vient du grec « khloris » ou « khloridos », qui désigne la couleur verte et est le nom scientifique des Verdiers, et « ops » qui signifie visage. On ne connaît pas de nom hawaïen pour cette espèce,. Perkins et Henry Wetherbee Henshaw l'appellent Palila par erreur,.
Il existe 56 spécimens (Banko 1979) répartis dans les muséums de Paris, Berlin, Cambridge, New York, Edimbourg, Dresde, Londres, Tring, Leyde et Stockholm.[réf. nécessaire]

## Description
Le Psittirostre à gros bec est un Oiseau au bec court et très épais, avec le culmen très courbé. La maxilaire et la mandibule sont d'une hauteur à peu près égale, les narines sont presque recouvertes par les plumes du front. Les ailes sont d'une taille moyenne, la queue est courte et légèrement fourchue. Son allure générale est, d'après Wilson, celle d'un « Verdier d'Europe exagéré ».
La femelle prélevée par Wilson a le dessus du plumage vert olive vif, qui tourne au jaune doré sur la gorge et le ventre, avec une bande verte le long de la poitrine. L'abdomen est blanchâtre et les calamus sont noirs. L'oiseau mesure environ 14,6 cm de long, avec 5 cm pour la queue, 8,25 cm pour les ailes du carpe à la pointe et 1,85 cm du menton au front. Le bec mesure 2 cm de long, la maxilaire mesure 1,32 cm de large et la mandibule 1,5 cm.
Lionel Walter Rothschild décrit le mâle adulte comme vert olive sur le dessus et plus pâle dessous, avec le croupion chamois et le dessous de la queue plus olive. Le calamus est noirâtre, plus pâle à la base et olive vif aux extrémités. Le dessous des ailes est brun chamois, lavé de vert olive terne. Les rectrices sont brunes et marginées de vert olive. Les iris sont brun foncé, le bec est gris et pâle à la base, les pattes sont brun sombre, presque noir. Les mensurations sont prises sur l'oiseau avant taxidermie : sa longueur totale est comprise entre 16,5 et 17,8 cm — contre seulement 15,2 cm une fois empaillé —, les ailes mesurent environ 9 cm, la queue un peu moins de 6 cm, le bec 2 cm de long et le tarse 2 cm.
Certains spécimens collectés, peut-être des femelles ou des juvéniles, sont plus petits et ont l'abdomen jaune pâle.

## Distribution et habitat
Le Psittirostre à gros bec est un oiseau endémique d'Hawaï, qui occupe principalement une aire d'environ 1 000 ha aux alentours de Kailua-Kona, bien qu'un couple ait été vu à une quinzaine de kilomètres plus au sud, aux environs du volcan Mauna Loa,. Perkins écrit que l'espèce « ne peut être considérée que comme rare », mais Palmer note qu'elle « n'est pas rare » à Pulehua, Nawina, Honaunau et Kona, entre 1 000 et 1 650 m d'altitude, et vit dans les mêmes zones que les espèces du genre Rhodacanthis.
Le spécimen prélevé par Wilson est trouvé dans une forêt principalement composée de koa (Acacia koa), de māmane (Sophora chrysophylla), de bois de reinette (Dodonaea viscosa), de Santal blanc (Santalum album) et de naïo (Myoporum sandwicense). L'espèce vit à proximité de coulées de lave ʻaʻā récentes, dans des zones couvertes de broussailles et d'arbres de taille moyenne.

## Écologie et comportement

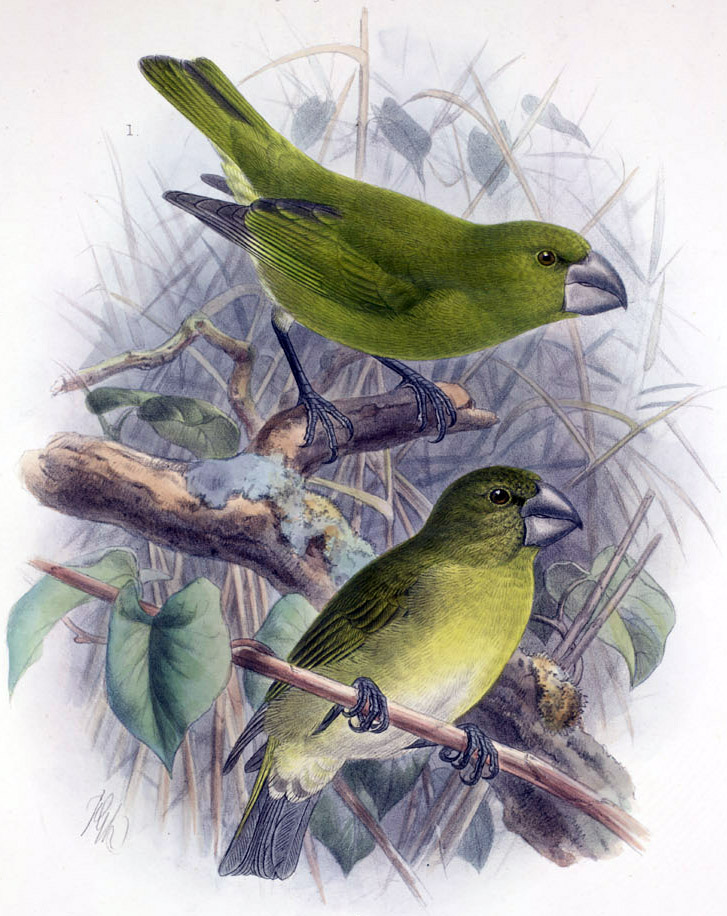
Psittirostre à gros bec
(adulte en haut ; immature en bas)

Le Psittirostre à gros bec est décrit comme apathique ou lent par Perkins, mais Munro pondère cette description, car il le trouve actif de temps à autres. Il le décrit comme un oiseau sautillant dans les arbres avec agilité. Le son qu'il produit en cassant les graines de naïo s'entend de loin et reste le meilleur moyen de le localiser d'après Munro et Perkins,. Son plumage vert sombre le rend très difficile à voir dans les arbres.

### Alimentation
Wilson suppose que le Psittirostre à gros bec se nourrit probablement de graines de Sophora chrysophylla, comme le Psittirostre palila (Loxioides bailleui). D'après Munro, il produit un fort son de craquement en cassant les graines sèches de naïo pour en extraire le germe au centre, sa principale source de nourriture. Il se nourrit aussi de feuilles vertes et de chenilles. Perkins le décrit comme un oiseau lent et solitaire, qui passe la plupart de son temps à se nourrir silencieusement de germes de naïo qu'il atteint en brisant les graines grâce à sa mâchoire très musclée.
Cox & Elmqvist (2000) suggèrent que l’espèce a pu consommer des fruits plus tendres car du pollen de la pandanacée Freycinetia arborea a été retrouvé sur le plumage de plusieurs spécimens.[réf. nécessaire]

### Voix
Le Psittirostre à gros bec produit un chant léger et doux et des couinements bas et répétés par intervalles. Son chant peut être parfois long et varié, plus vigoureux en cas d'excitation, ou lorsqu'un oiseau perd son compagnon ou sa compagne.

### Reproduction
Le nid, les œufs et la reproduction du Psittirostre à gros bec n'ont jamais été décrits.
La parade nuptiale est inconnue et la biologie de reproduction est suggérée par quelques observations. L’oiseau se tenait par couples ou petits groupes familiaux. Le couple défendait le nid et les abords immédiats, comme chez la plupart des carduélinés et des drépanis. Un mâle recherchait sa femelle en voletant à proximité et en l’appelant après qu’elle a été abattue. La reproduction devait avoir lieu au printemps, comme chez la plupart des autres drépanis, car les individus collectés entre juillet et octobre n’étaient pas en conditions de reproduction. Les petits groupes familiaux représentaient probablement des adultes conduisant des jeunes (Munro 1960, Pratt 2005).[réf. nécessaire]

## Extinction
Déjà rare au moment de sa découverte par Wilson, le Psittirostre à gros bec est considéré comme en danger d'extinction par George C. Munro en 1944. Bien que Palmer ait pu en collecter douze en une seule journée, Perkins note qu'on peut passer des jours sans en voir un seul, et n'en a « jamais vu plus de six ou huit les jours les plus favorables »,. Munro suppose que l'oiseau pourrait survivre dans des champs de lave en altitude, mais l'espèce n'a pas été revue depuis la fin du XIXe siècle, tout comme le Petit psittirostre (Rhodacanthis flaviceps) et le Psittirostre de Palmer (Rhodacanthis palmer), eux aussi découverts dans la région de Kona.
Les raisons de sa disparition ne sont pas connues avec précision mais la dégradation de l’habitat semble être la cause principale, la malaria aviaire parachevant l’action destructrice du déboisement